# ژونینیو (بازیکن فوتبال، زاده ژانویه ۱۹۸۹)
ویتور گومس پریرا ژونیور (پرتغالی: Vítor Gomes Pereira Júnior؛ زادهٔ ۸ ژانویهٔ ۱۹۸۹) که با نام ژونینیو یا ویتور ژونیور شناخته می‌شود، بازیکن فوتبال اهل برزیل است.
از باشگاه‌هایی که در آن بازی کرده‌است می‌توان به سائو پائولو، ال‌ای گلکسی و شیکاگو فایر اشاره کرد.